# Owadów (Mazovie)
Pour les articles homonymes, voir Owadów.
Owadów (prononciation : [ɔˈvaduf]) est un village polonais de la gmina de Jastrzębia dans le powiat de Radom de la voïvodie de Mazovie dans le centre-est de la Pologne.
Il se situe à environ 6 kilomètres à l'ouest de Jastrzębia (siège de la gmina), 12 kilomètres au nord de Radom (siège de le powiat) et à 81 kilomètres au sud de Varsovie (capitale de la Pologne).
Le village compte approximativement une population de 600 habitants.

## Histoire
De 1975 à 1998, le village appartenait administrativement à la voïvodie de Radom.